# Riu de Conques

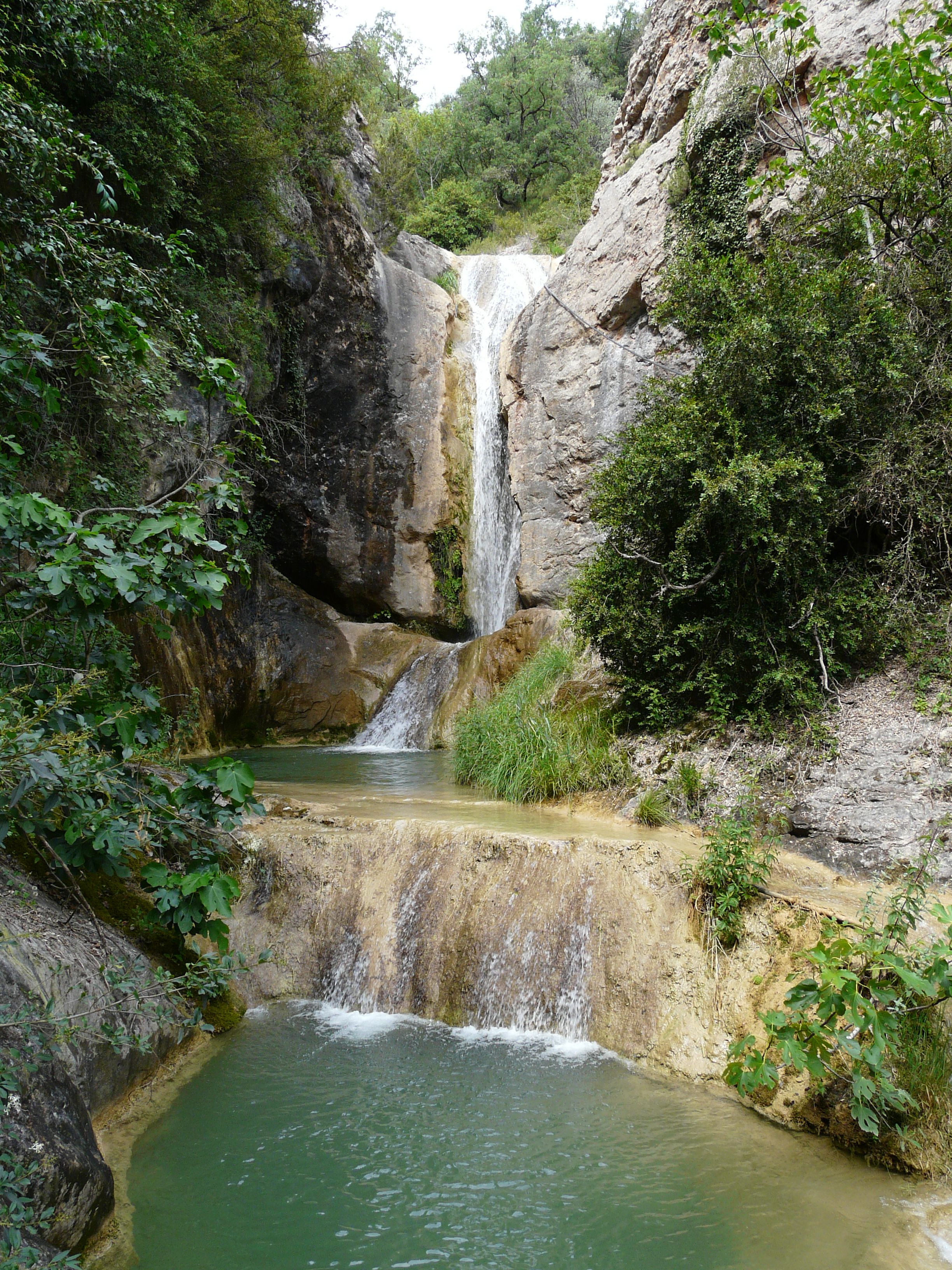
Riu de Conques

El riu de Conques, també anomenat en el seu tram final riu de Gavet, és un riu de Catalunya, afluent de la Noguera Pallaresa. Apareix documentat, en llatí tardà o baixmedieval, el 973 com a Flumine Gaveto pel que fa al tram final, i com a Aquam qui discurrit ante Tolo (aigua, o torrent, que discorre davant de Toló), quant a la capçalera.

## Naixença, traçat i afluents
Es considera que el riu de Conques es forma a 1.120 m. alt., prop de los Tolls de Marot, l'Era de Pedra i el Cinglo de Currolda, a llevant de la Roca Falconera i del Coll de Grau, a l'extrem meridional de la Serra dels Obacs, uns 1.700 metres al nord-est del poble de Mata-solana, pertanyent a Sant Salvador de Toló, de l'actual terme municipal de Gavet de la Conca.
Té un curs llarg i molt cargolat, atès que fa un ample revolt, com un signe d'interrogació ajagut i invertit, de primer cap al sud-est, després girant cap al nord i nord-oest, i finalment torçant cap a l'oest. Ara bé, tot i el seu llarg recorregut, només travessa els termes actuals de Gavet de la Conca i Isona i Conca Dellà. Just en deixar per darrer cop el terme isonenc canvia de nom, i hom el coneix com a riu de Gavet, en arribar sota aquesta població. El darrer tram, fins que aiguavessa a la Noguera Pallaresa, se'l coneix amb el darrer nom.
El seu curs mesura, aproximadament, 27 km i travessa els territoris de Toló, on neix, el Mas de Guillem, Merea Perolet, Castellnou, Covet, Sant Salvador de Toló, Isona, Conques, Figuerola d'Orcau, Gavet, i Fontsagrada, per desembocar en la Noguera Pallaresa a ponent de Gavet i al sud-est de Puigcercós. Entre Covet i Conques i entre Figuerola d'Orcau i Gavet, aproximadament, fa de límit municipal entre els dos municipis que pertanyen a la seva conca.

### Sant Salvador de Toló
Des de la seva formació, sota l'Era de Pedra, el riu baixa cap al sud-est, en alguns trams cap al sud, per, a l'alçada del Mas de Currolda, passades les Feixes de la Rossella, trencar ja cap a llevant. En aquest tram va rebent els barrancs que davallen de la Serra del Cucuc i del Serrat de la Casilla. En tot aquest tram, i fins a Merea, rep també el nom de Barranc Gran. Al llarg d'aquests primers trams troba diferents fonts que l'alimenten: la Font de la Sarga, prop del revolt de Mas de Guillem, al km. 6 de la carretera L-911, la Font del Soroll i la Font Negra, prop del Mas de Guillem, la Font de la Turiella i la Font Mintidera, ja a prop de Merea…
Hi aflueixen, entre d'altres, el Barranc de la Creueta, el de Planistella, el del Pau, fins que arriba a Merea. Aquí, el riu, que ja s'havia anat decantant cap al nord-est, emprèn la direcció nord, fins que arriba a les envistes del Mas de Toló i Casa Cuca, on rep per l'esquerra el Barranc de Mas de Guillem, amb la Font Joana a la capçalera i el barranc de l'Espadano i el de Rubió com a principals afluents, i el de la Curma, i per la dreta el dels Boïgots. Aquest darrer barranc prové de la zona de Benavent de la Conca. Al barranc dels Boïgots s'uneix el de la Boga, i, un cop units, segons alguns mapes formen el barranc de les Rovines, al qual encara s'uneix el de la Falcilla, ja a prop del Mas de Toló.
En aquest punt el riu de Conques comença a girar cap al nord-oest, i va rebent més afluents: per la dreta, el barranc de Roquena, que porta ja unit el del Tossal; tots dos baixen de Benavent de la Conca, i passen, ja junts, per Gramenet (Benavent de la Conca). Per l'esquerra, rep el Barranc de les Paredades, format a la capçalera pel del Perolet i el de la Font de les Roques, i al cap de poc el de les Gesseres. El primer ve del poble de Perolet, i el segon del de Castellnou. Encara en aquest tram, rep per la dreta el Barranc de Gula, que baixa del nord del poble de Benavent de la Conca. Just en aquesta afluència el riu de Conques comença a marcar el límit dels termes municipals de Gavet de la Conca (antic terme de Sant Salvador de Toló) i Isona i Conca Dellà (antic terme d'Isona).

### Sant Salvador de Toló i Isona
Aquí el riu de Conques, cada cop més sinuós, emprèn ja la direcció nord-oest. Covet és al nord-est del lloc on el riu canvia de direcció. Al cap de poc, al lloc conegut com lo Riu, al Clot Gran, a ponent de Covet, rep per l'esquerra el barranc de la Rourera del Canut, amb el barranc de la Vinya de la Roseta a la seva capçalera. Ve també del poble de Castellnou. Poc després, per la dreta li arriba el Riu de la Pedra, que passa entre Covet i els Masos de Sant Martí, i que està format per diversos barrancs, com el del Molí i el de la Gavarnera.
Just després de rebre aquest darrer riu, al lloc de les Hortes de Sant Salvador, el riu gira cap a ponent, fent incursions cap al nord-oest de tant en tant, i al cap de poc rep per la dreta el Barranc de Francolí, que baixa del nord de Biscarri i de les valls del nord-est de l'antic terme d'Isona, on hi ha el poble de Siall. El Barranc de Francolí, que recull diversos barrancs i torrents al llarg del seu recorregut, molt marcat en el territori, està explicat en article a part. Són afluents seus la Llau dels Reclatons, el Barranc de Rater (que baixa de Siall i té a la capçalera el Barranc de l'Espluga i rep més endavant la Llau de Torrulló), el de la Coromina (amb el Torrent de Renou, que té el Barranc de la Font de la Salut com a afluent, i el Barranc de la Font Mintidera), el Torrent del Barril, que té article propi.
Per l'esquerra, al cap de poc, rep el Barranc del Canalís, que ve de Sant Salvador de Toló. Una mica més endavant, per la dreta arriba, al lloc anomenat los Maülls, el Canal dels Prats, que duu aigua de la Font del Tito, prop de Cal Cavaller de Basturs, i de seguida el Barranc de la Colomera, que és el que fa de límit meridional de la vila d'Isona, i que recull les aigües que baixen de la zona del Turó de la Colomera: la Font dels Vivers, el Barranc de la Colomera i la Llau de la Colomera, on hi ha el santuari de la Mare de Déu de la Posa i el Parc Cretaci. Aquest barranc rep, en el seu tram final, el nom de Barranc del Pont del Molí, i és de destacar que tenia dos molins, al llarg d'aquest tros: el Molí del Piteu i el del Gil. Així s'arriba al sud de la vila d'Isona.

### Conques
En aquest lloc comença l'únic tram que el riu de Conques passa íntegrament per dins del terme d'Isona i Cona Dellà: l'antic terme de Conques passava un bon tros al marge esquerre del riu. Des d'aquí, encara sempre cap a ponent, el riu de Conques continua rebent afluències: per l'esquerra, el barranc de la Rovira, que baixa de la zona entre Presquiró i els Obacs de Llimiana. Aquest barranc té a la seva capçalera la Llaueta de Presquiró, el Barranc de Roca Foradada, amb la font del mateix nom, el Barranc de Font Freda i el Barranc de la Ferreria, amb la Font del Xim-xam al capdamunt, la Llau del Graell, el Barranc de Sanitó i el Barranc de la Solana a la capçalera). Encara, al cap de poc rep per l'esquerra el Barranc del Mas de Mitjà. Aquest barranc és el que limita per ponent la vila d'Isona, i té un llarg recorregut que, en bona part, separa la vila d'Isona dels pobles d'Abella de la Conca i Sant Romà d'Abella.
Superada la vila d'Isona, el riu de Conques s'adreça, sempre cap a ponent, cap a la vila que li dona un dels seus noms: Conques. Abans d'arribar-hi, però, rep per la dreta el Barranc de la Boïga, que neix prop de Sant Romà d'Abella i passa ran -a llevant- del santuari de la Mare de Déu de les Esplugues. Aquest barranc rep l'aigua de nombroses fonts, com la del Pou, la de l'Olla o la de l'Horta. Un cop al sud de Conques, el riu fa uns amples revolts i rep per l'esquerra la Llau de la Colomina, prop de la Font de Menyoliva, 
Més enllà de Conques, per l'esquerra arriba el barranc de la Cabana del Soldat, amb la Font del Soldat al darrer tram. A poc a poc, el riu de Conques s'aproxima a Figuerola d'Orcau, i rep per la dreta la Segla de les Bassades, que limita aquesta darrera vila pel seu costat de ponent. En aquest punt s'acaba el tram del riu de Conques que no fa de terme municipal, i ho torna a ser, gairebé fins a tocar Gavet.

### Figuerola d'Orcau i Aransís
Li arriba per l'esquerra el Barranc de Llanet, format prop de la Font de la Guineu, pel Barranc de Guixers que baixa dels Obacs de Llimiana i rep a la capçalera el Barranc del Roi i el Barranc de Menal, i més endavant, el Barranc de Torrentguixers i el Barranc de Cualls.
Camí ja de Gavet, per l'esquerra arriben tres barrancs més: el de la Torre, el de la Masia de Graus, i el de la Masia de Marquès, que venen del pla de sota d'Aransís. Entre el primer i el segon, per la dreta arriba el Barranc de la Serra, procedent de la zona del Puig Pedrós. Després d'un ample meandre, però paral·lel als tres barrancs abans esmentats, arriba el Barranc de la Masia d'Agustí. Després d'un bon tros, ja a prop de Gavet, per l'esquerra arriba la Llau de Font Gotellera, amb el barranc de la Masia del Tonyet a la capçalera. En aquest lloc el riu de Conques entra fa definitivament dins del terme de Gavet de la Conca (menys un petit tram final, que serà limítrof amb Tremp.

### Sant Serni
Ja a prop de Gavet, quan el riu fa amples revolts i gira una mica cap al nord-oest, arriba per l'esquerra la Sossiada de Terrassa. Aviat arribarà per la dreta el Riu d'Abella, però abans hi ha, a la mateixa llera del riu de Conques, algunes fonts, com ara la Font dels Senyors i la dels Capellans, noms possiblement indicatius de vells costums dels pobles de l'entorn. Al mateix lloc on aflueix per la dreta el riu d'Abella, ve per l'esquerra el Barranc de Roca, que té com a afluent la Llau de Terrassa.
Encara fent amples revolts, el riu de Conques passa a dir-se riu de Gavet perquè passa ran del poble de Gavet. El riu de Gavet no rep ja afluències importants, perquè passa per un tram molt pla, sense cap barranc o torrent significatiu.

### Sant Serni i Vilamitjana
El darrer tros del recorregut del riu de Conques, el riu fa de límit entre els actuals termes de Gavet de la Conca i de Tremp.

### Desembocadura
En aquest moment el riu és a 385 m. alt. Per tant, al llarg del seu recorregut de 27 quilòmetres, aproximadament, ha davallat uns 735 metres. És a dir, una mitjana de 27,2 metres per quilòmetre.